# گروسس انگلهورن
گروسس انگلهورن (به لاتین: Grosses Engelhorn) یک کوه در سوئیس است که در کانتون برن واقع شده‌است. گروسس انگلهورن ۲٬۷۸۲ متر بالاتر از سطح دریا واقع شده‌است.